# 五條西インターチェンジ

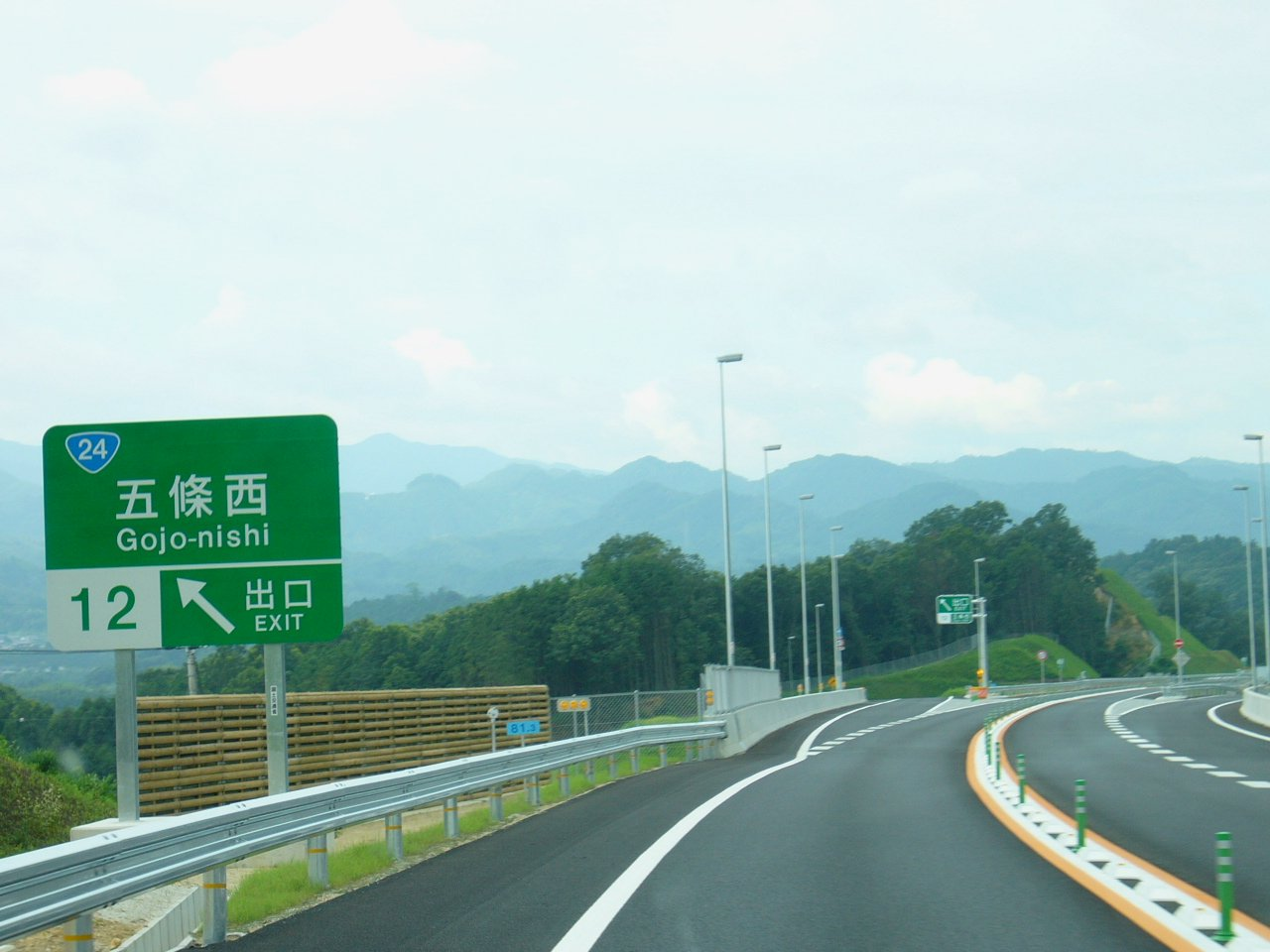
和歌山方面出口

五條西インターチェンジ（ごじょうにしインターチェンジ）は、奈良県五條市釜窪町にある京奈和自動車道（五條道路）のインターチェンジである。
京奈和自動車道の奈良県側最終のインターチェンジとなる。ただし、五條道路は和歌山県と奈良県の県境までとなっており、このインターチェンジが五條道路と橋本道路の分界点ではない。
国道24号に接続しており、五條市北部幹線も併せて整備される。またインターチェンジの北側には、大規模な宅地開発（なつみ台）がある。なお、このインターチェンジは京都・奈良方面のみのハーフインターチェンジであり、和歌山方面への流出入はできない。

## 歴史
- 2006年（平成18年）6月17日：五條IC-橋本東IC間開通に伴い供用開始。五條道路全線開通。

## 周辺
- 上野公園 （こうづけこうえん）
- 念仏寺陀々堂
- 大和二見駅

## 接続する道路
- 国道24号
- 五條市北部幹線

## 料金所
無料区間のため設置されていない。

## 隣
E24 京奈和自動車道
(11)五條IC - (12)五條西IC - （奈良和歌山県境） - (13)橋本東IC